# Frank Sinatra
Francis Albert Sinatra (ur. 12 grudnia 1915 w Hoboken w stanie New Jersey, zm. 14 maja 1998 w Los Angeles) – amerykański piosenkarz i aktor filmowy pochodzenia włoskiego, ze względu na swój status popularnie nazywany „The Voice”. Jego muzyka jest uznawana za ponadczasową, zaś on sam za najwybitniejszego amerykańskiego piosenkarza XX wieku. Szacowany nakład ze sprzedaży wszystkich jego wydawnictw na całym świecie wynosi ponad 150 milionów egzemplarzy, co czyni go jednym z artystów z największą liczbą sprzedanych albumów muzycznych w dziejach.
Karierę muzyczną rozpoczął w drugiej połowie lat 30. XX wieku od współpracy z Harrym Jamesem i Tommym Dorseyem. W 1943 podpisał kontrakt z Columbia Records i rozpoczął solową karierę i wkrótce stał się idolem bobby soxers. Był pierwszym amerykańskim piosenkarzem, który śpiewał nie tylko dla dorosłych, ale zdobył popularność wśród nastolatków. Wystąpił w kasowym musicalu Podnieść kotwicę (1945) i otrzymał Oscara honorowego za występ w filmie krótkometrażowym The House I Live In (1946). Na rynku fonograficznym zadebiutował w 1946 albumem studyjnym pt. The Voice of Frank Sinatra. Na przełomie lat 40. i 50. przeżywał okres kryzysu w karierze. Powrócił na szczyty popularności po zdobyciu Oscara dla najlepszego aktora drugoplanowego i Złotego Globu za rolę w filmie Stąd do wieczności (1953). Do końca lat 50. XX wieku wydał kilka albumów, które osiągnęły sukces komercyjny: In the Wee Small Hours (1955), Songs for Swingin’ Lovers! (1956), Come Fly with Me (1958), Only the Lonely (1958) i Nice ’n’ Easy (1960).

## Rodzina i wczesne lata
Urodził się 12 grudnia 1915 w kamienicy przy 415 Monroe Street w Hoboken w stanie New Jersey. Był jedynym dzieckiem włoskich imigrantów, Nataliny „Dolly” Garaventy (1896–1977) i pochodzącego z Sycylii Antonino Martino „Marty” Sinatry (1892–1969), którzy – pomimo sprzeciwu ze strony rodziny Garaventy – pobrali się 14 lutego 1913. Urodził się w następstwie porodu kleszczowego, który skutkował nieodwracalnymi ranami po lewej stronie twarzy i perforacją błony bębenkowej). Ważący 6,1 kg noworodek nie dawał oznak życia, a lekarz skoncentrował się na ratowaniu życia Nataliny, sądząc, że jej dziecko nie przeżyje. Matka Nataliny wówczas wzięła dziecko pod zimną wodę, dzięki czemu dziecko zaczęło oddychać. Te wydarzenia odcisnęły trwałe piętno na psychice Sinatry. Po latach powiedział swojej córce, Nancy, że był nazywany przez kolegów „człowiekiem z blizną”, chciał nawet pobić lekarza odpowiedzialnego za poród. Wyznał: Nie myśleli o mnie, tylko o mojej matce. Po prostu mnie wyszarpali i odtrącili na bok.
Matka Sinatry pracowała jako położna i prowadziła tawernę z mężem, a ojciec imał się różnych zajęć – był kotlarzem, pracował w American Pencil Company, uprawiał boks i przez 24 lata pracował jako strażak w Hoboken Fire Department, ponadto – zdaniem biografisty Jamesa Kaplana – był analfabetą. 2 kwietnia 1916 został ochrzczony w obrządku rzymskokatolickim w St. Francis Church w Hoboken.
Od wczesnych lat przejawiał talent muzyczny. Miał zwyczaj siadać na pianinie i śpiewać w tawernie i na ulicach miasta. Wyróżniał się na tle innych dzieci eleganckim ubraniem, o które dbała jego matka. Natalina była dość surową matką, niejednokrotnie karząc cieleśnie młodego syna. W 1927 rodzina Sinatrów przeniosła się do trzypokojowego mieszkania na 705 Park Avenue, które znajdowało się w niemiecko-irlandzkiej dzielnicy. Sinatra nie lubił się uczyć, a w szkole był obiektem drwin ze strony innych uczniów ze względu na swoją wybuchowość. W 1928 za przerwanie szkolnego przedstawienia Kleopatra, podczas którego wypuścił gołębie, został usunięty ze szkoły. Na 15. urodziny otrzymał od wuja Domenico ukulele, jednak instrument niespecjalnie go zainteresował. Wolał słuchać radia Atwater Kent, a szczególnie swojej ulubionej piosenki „Oh! How I Hate to Get Up in the Morning” napisanej przez Irvinga Berlina. Interesował się big-bandami. Słuchał zwykle m.in.: Gene Austin, Rudy’ego Vallée, Russ’a Colombo i Boba Eberly’ego, ale szczególną estymą darzył Binga Crosby’ego. Nie znał zapisów nutowych, a muzykę poznawał ze słuchu. W 1930 pracował jako piosenkarz w jednym z lokali w Newy Jersey, gdzie jako wynagrodzenie otrzymywał papierosy i jedzenie. Dorabiał w lokalnej gazecie, pomagając w rozwożeniu gazet, a później był pracownikiem stoczni.
28 stycznia 1931 rozpoczął naukę w A.J. Demarest High School, ale uczęszczał do placówki tylko przez 47 dni. Nauczyciele uważali go za leniwego ucznia i awanturnika. Aby zadowolić rodziców został słuchaczem Drake Business School, jednak wkrótce ją porzucił.

## Początki kariery (1935–1942)
Postanowił zostać piosenkarzem po usłyszeniu w radiu Binga Crosby’ego. Na początku kariery śpiewał w małych lokalach w New Jersey, a na jednym z występów został dostrzeżony przez trębacza Harry’ego Jamesa. Po krótkim okresie współpracy z Jamesem w 1940 przyłączył się do zespołu Tommy’ego Dorseya, w którym stał się znanym wokalistą. Zdobył popularność również wśród młodzieży, stając się pierwszym idolem nastolatków. Dzięki niemu muzyka popularna, przedtem słuchana głównie przez dorosłych, zwiększyła grono swoich odbiorców o nowe pokolenie. Dzięki znajomościom i wsparciu Dolly rozpoczął karierę muzyczną. W połowie lat 30. występował w lokalnych klubach: Azov, The Cat’s Meow i The Comedy Club, a także stacji radiowej WAAT w Jersey City. W 1935 wraz ze znajomymi muzykami z grupy The Flashes (znani później m.in. jako The Hoboken Four) wystąpił w popularnym programie radiowym Major Bowes and His Original Amateur Hour. Muzycy zwyciężyli w głosowaniu słuchaczy, zdobywając 40 tys. głosów, a w nagrodę wzięli udział w trasie koncertowej po Kalifornii. W omawianym okresie Sinatra pobierał lekcje z zakresu elokucji od trenera wokalnego Johna Quinlana. Jeden z członków grupy wspominał po latach, że przyjęli Sinatrę, gdyż miał samochód i mógł być ich kierowcą. Szybko jednak się okazało, że na koncertach to on przyciąga uwagę publiczności, co nie podobało się reszcie grupy. Na tym tle dochodziło nawet do pobić Sinatry. Sinatra pod wpływem sugestii Bowesa odszedł z zespołu. W 1938 za wynagrodzenie w wysokości 15 dolarów tygodniowo występował w klubie nocnym Rustic Cabin, w Englewood Cliffs, New Jersey. Jego występy były nagrywane i emitowane w wielu miastach na obszarze USA. Według relacji świadków Sinatra był przekonany o tym, że zrobi wielką karierę i nie chciał słuchać ludzi, którzy krytykowali jego umiejętności wokalne.
W 1939 popularny trębacz Harry James zaangażował Sinatrę do swojego zespołu Harry James Orchestra, oferując dwuletni kontrakt, opiewający na 75 dolarów tygodniowo. W repertuarze piosenkarza popularne były utwory, takie jak: „My Buddy”, „Willow Weep for Me”, „It’s Funny to Everyone But Me”, „Here Comes the Night”, „On a Little Street in Singapore”, „Ciribiribin” czy „Every Day of My Life”. Chociaż Sinatra niejednokrotnie zmagał się z problemami finansowymi, to w listach do rodziców nie skarżył się na swoją sytuację. Wkrótce Tommy Dorsey zaproponował mu współpracę i lepsze warunki finansowe (125 dolarów tygodniowo). Sinatra zgodził się, bo nie odpowiadała mu pozycja w zespole Jamesa, z którego odszedł jesienią 1939. Z orkiestrą Dorseya wykonał ponad 80 nagrań w latach 1940–1942, a do najbardziej znanych należą: „I’ll Never Smile Again”, „Street of Dreams”, „There Are Such Things”, „Stardust”, „Let’s Get Away From It All” i „This Love of Mine”. Sinatra twierdził, że nauczył się kontroli oddechu dzięki obserwowaniu gry swojego mentora Dorseya.
Wraz ze wzrostem popularności (w 1941 „Billboard” przyznał mu tytuł wokalisty roku) Sinatra stał się centralną postacią zespołu i zapragnął nagrywać piosenki jako solowy artysta, na co Dorsey się zgodził. W 1942 nagrał utwory: „Night and Day”, „The Night We Called It a Day”, „The Song is You” i „Lamplighter’s Serenade”. Sukces, który osiągnął dzięki tym piosenkom, zachęcił go do odejścia z zespołu, na co nie chciał się zgodzić Dorsey. Było to wówczas wielkie wyzwanie, bo poza Bingiem Crosbym żaden wokalista solowy nie osiągnął spektakularnego sukcesu bez zespołu. Sinatra tak motywował swoją decyzję:

Przyczyną, dla której chciałem opuścić zespół Tommy’ego było to, że Crosby był numerem jeden. W otwartym polu, można by powiedzieć, byli bardzo dobrzy śpiewacy z orkiestrami. Bob Eberly (z Jimmym Dorseyem) był wspaniałym wokalistą. Pan Como (z Tedem Weemsem) jest takim wspaniałym śpiewakiem. Pomyślałem, że jeśli nie wykonam tego ruchu, jeden z nich zrobi to i będę musiał walczyć ze wszystkimi trzema, aby uzyskać pozycję.

Amerykańskie media plotkowały, że gangster Willie Moretti groził śmiercią Dorseyowi, jeżeli ten nie spełni oczekiwań Sinatry. Ostatecznie 8 września 1942, po wielomiesięcznych negocjacjach, piosenkarz opuścił zespół. Dorsey miał na odchodne powiedzieć Sinatrze: Mam nadzieję, że powinie ci się noga.

## Sinatromania

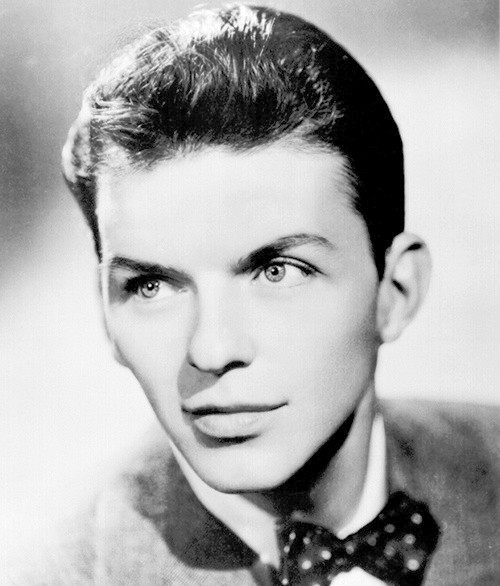
Sinatra w 1943 r.

Po odejściu z zespołu Dorseya Sinatra przez kilka miesięcy pozostawał bez stałego zajęcia. Wówczas dyrektor słynnego Paramount Theatre Bob Weitman zaangażował piosenkarza. 30 grudnia 1942 Sinatra przy niebywałym aplauzie publiczności wystąpił w Paramount Theatre. Muzyk tak wspominał ten występ: „Dźwięk, który mnie powitał, był absolutnie ogłuszający. To był olbrzymi ryk. Pięć tysięcy dzieciaków, tupanie, wrzaski, krzyki, oklaski. Przestraszyłem się. Nie mogłem poruszyć mięśniem. Benny Goodman także zamarł. Był tak przerażony, że odwrócił się, spojrzał na publiczność i powiedział: „Co to było, do diabła?”. Sinatrze zaproponowano cały cykl koncertów przez następne dwa miesiące. W pewną sobotę, piosenkarz miał jedenaście koncertów, zaczynając o godzinie 8:10, a kończąc o 2:30 następnego dnia. Rozhisteryzowana publiczność na scenę rzucała nie tylko róże, ale elementy garderoby. Sinatrę okrzyknięto „Swoonatrą”, ale na trwale przylgnął do niego przydomek „The Voice”. W krótkim czasie powstało ponad 1000 fanklubów piosenkarza. W połowie lat 40. Sinatra otrzymywał ok. 5 tysięcy listów tygodniowo. Najzagorzalsi fani Sinatry nosili na swoich ubraniach tytuły jego piosenek i byli gotowi przekupić pokojówki hotelowe, aby dotknąć łóżka swojego idola. Ochrona piosenkarza zwykle przeszukiwała miejsca pobytu Sinatry, bowiem fanki ukrywały się w najwymyślniejszych miejscach. „Time” opisując sinatromanię zauważył:

Od czasów Valentino amerykańskie kobiety nie wyrażały tak bezgranicznej miłości do artysty

Sinatra na początku lat 40. zaczął występować w hollywoodzkich filmach. W filmie Higher and Higher zagrał samego siebie u boku francuskiej aktorki Michèle Morgan. W pierwszej scenie dzwonił do drzwi, otwierała pokojówka, on mówił: „Dzień dobry, nazywam się Frank Sinatra”, a kobieta mdlała z wrażenia. Zaśpiewał również pięć popularnych piosenek, a jedna z nich („I Couldn’t Sleep a Wink Last Night”) była nominowana do Oscara.
Sukcesywnie rósł majątek Sinatry. Pomiędzy październikiem 1942 a połową 1943 zarobił około 100 tys. dolarów z radia, filmu i występów, co było wtedy ogromną sumą. Jego fanatyczna publiczność w nadchodzących latach okaże się czymś w rodzaju gwarantowanego rynku; publiczność, która dosłownie dorośnie z nim, będąc mniej więcej w tym samym wieku. Będą śledzić jego muzykę i karierę w miarę starzenia się, zapewniając w ten sposób Sinatrze i jego sponsorom pewne zyski. 1 czerwca 1943 Sinatra podpisał kontrakt z wytwórnią Columbia Records. Wznowiony utwór z 1939 „All or Nothing at All” utrzymywał się przez 18 tygodni na liście najpopularniejszych piosenek. Sinatra występował od stycznia 1943 do grudnia 1944 w popularnym programie radiowym Your Hit Parade. Zdobył uznanie, śpiewając w prestiżowym Hotelu Waldorf-Astoria, wystąpił także po raz pierwszy w nowojorskim klubie nocnym Riobamba. Ze względów zdrowotnych (uszkodzona błona bębenkowa) Sinatra nie mógł czynnie wziąć udziału w II wojnie światowej. Przeszkodą w służbie wojskowej była też niestabilność emocjonalna o której opinia publiczna nie była informowana. Piosenkarz zawsze twierdził, że chciał walczyć. Formą swego rodzaju rekompensaty były jego występy. Sinatra śpiewał dla personelu sił zbrojnych, był m.in. w Rzymie na spotkaniu z papieżem, odwiedził także słynną Hollywood Canteen. Pomimo tego, jak stwierdził historyk William Manchester, „Sinatra był najbardziej znienawidzonym człowiekiem II wojny światowej, ponieważ bogacił się, czarując Amerykanki, podczas gdy ich chłopaki i mężowie walczyli za granicą”.
Sukces odnosiły kolejne nagrania Sinatry, takie jak: „You’ll Never Know”, „Close to You”, „Sunday, Monday, or Always” i „People Will Say We’re in Love”. Pod koniec 1943 stał się popularniejszy niż Bing Crosby czy Perry Como.

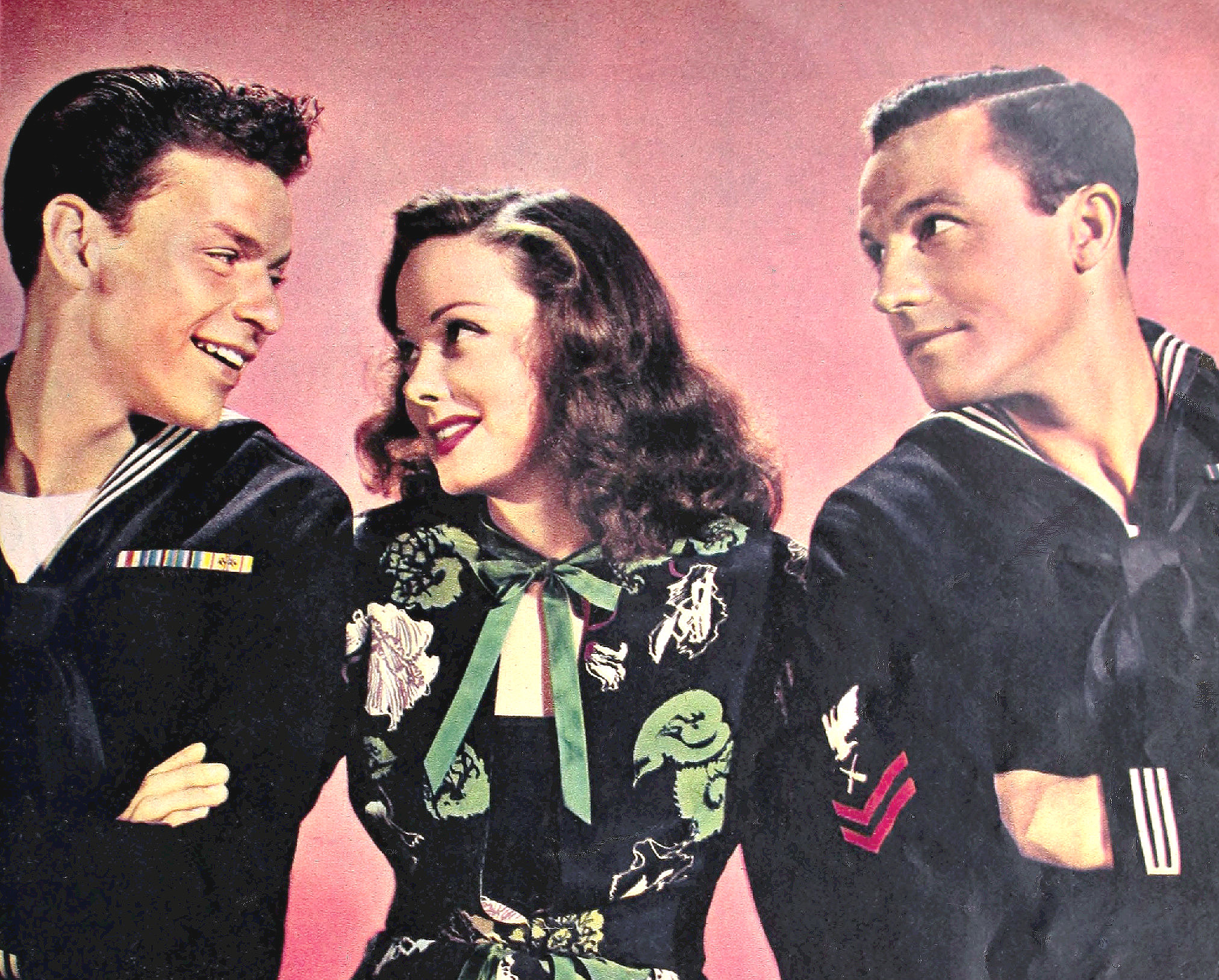
Sinatra, Kathryn Grayson i Gene Kelly w Podnieść kotwicę.

Apogeum histerii na tle Sinatry nastąpiło w 1944. We wrześniu spotkał się z prezydentem Franklinem Delano Rooseveltem, którego poparł w wyborach. Piosenkarz występował na spotkaniach demokratów. Natomiast w październiku doszło do wydarzeń, które przeszły do historii pod nazwą „Columbus Day riot”. Sinatra powrócił do Paramount Theatre, podczas gdy około 30–35 tys. fanów, głównie nastolatków, spowodowało gigantyczne zamieszanie pod budynkiem. Wezwano policję, by opanowała sytuację. Część problemu miała związek z fanami, którzy odmówili opuszczenia budynku po obejrzeniu jednego pełnego programu. Już wcześniej dochodziło do sytuacji, w której jedynie około 250 z 3–3,5 tys. widzów opuszczało widownię. Znane były przypadki przesiadywania nawet 8 godzin aż do omdlenia lub wyniesienia przez służby porządkowe. Rok później wcielił się w postać Clarence’a Doolittle w kasowym przeboju, musicalu Podnieść kotwicę. Film w reżyserii George’a Sidneya znalazł się na liście 10 najpopularniejszych w USA w 1945 i był najbardziej dochodowym dla studia MGM.
W 1946 Sinatra wydał, we współpracy z aranżerem Axelem Stordahlem swój pierwszy album The Voice of Frank Sinatra, który notowany był na 1. miejscu listy Billboard. Popularną piosenką z tego okresu była „Five Minutes More”. Columbia Records szacowała, że płyty piosenkarza sprzedawały się w nakładzie 10 milionów rocznie. W tym samym roku Sinatra, razem z innymi twórcami, otrzymał honorowego Oscara za krótkometrażowy film The House I Live In.

## Kryzys w karierze
W II połowie lat 40. amerykańskie media szeroko komentowały romanse piosenkarza oraz jego domniemane powiązania z mafią. Piosenkarz nie radził sobie z krytyką i wdawał się w medialne konflikty. Wskutek czego w grudniu 1946 uznany został przez Hollywood Women’s Press Club za najtrudniejszą we współpracy gwiazdę. Rok później Sinatra uderzył nieprzychylnego dziennikarza Lee Mortimera, a media zaczęły nazywać piosenkarza „The Punch”, zamiast jak wcześniej „The Voice”. Na zachowanie Sinatry zareagował Louis B. Mayer, który wezwał gwiazdora MGM i nakazał mu publicznie przeprosić dziennikarza. Sinatra zrobił to, a także zapłacił kilkadziesiąt tysięcy dolarów za koszty sądowe, obsługę prawniczą i zadośćuczynienie dla poszkodowanego. Być może na skutek tego incydentu piosenkarz stracił pracę w radio Old Gold. Co więcej, drugi album, Songs by Sinatra, sprzedawał się poniżej oczekiwań, a w notowaniach popularności przestał być notowany na czołowych miejscach, ustępując chociażby Bingowi Crosby’emu. Z kolei musical Całując bandytę okazał się jedną z największych katastrof finansowych w dziejach MGM. Sinatra zresztą był świadomy tego, że zupełnie nie pasował do zaproponowanej roli i nigdy nie obejrzał tego filmu. Jednakże jego następne filmy przyniosły zyski macierzystej wytwórni.

## Późniejsze lata i śmierć

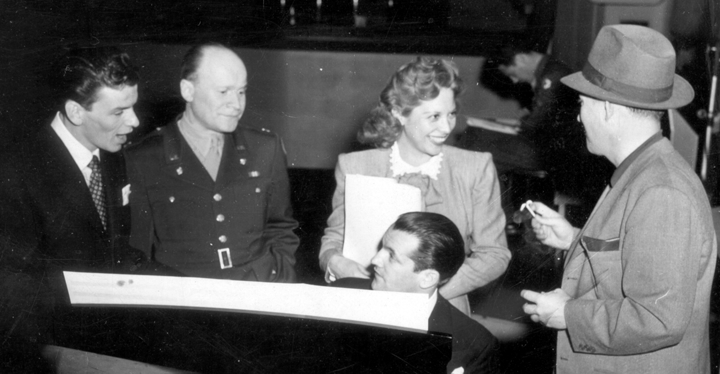
Armed Forces Radio Show, 1944 r.

W 1947 nagrał dla Columbia Records w części zaśpiewaną po polsku piosenkę „Ever Homeward” opartą na polskim utworze „O gwiazdeczko, coś błyszczała” Kazimierza Lubomirskiego i Wiktoryna Zielińskiego z połowy XIX wieku. Wcześniej utwór ten zaśpiewał w duecie z Alidą Valli w filmie The Miracle of the Bells, opartym na polskim wątku. W latach 80. utwór ten został po latach wykorzystany w kampanii Let Poland Be Poland, powstałej z inicjatywy prezydenta Stanów Zjednoczonych Ronalda Reagana po wprowadzeniu 13 grudnia 1981 stanu wojennego w Polsce. W styczniu 1982 zaczęto emisję piosenki w Radiu Wolna Europa, oprócz samego utworu zostały do niego wplecione wypowiedzi Sinatry oraz innych znanych osób wyrażających sprzeciw wobec reżimu generała Wojciecha Jaruzelskiego.
W późnych latach 40. i na początku lat 50. kariera muzyczna Sinatry podupadła. W 1953 piosenkarz powrócił w wielkim stylu, tym razem jako aktor, występując w Stąd do wieczności (From Here to Eternity). Po sukcesie filmowym odbił się od dna również w muzyce. W późniejszych latach wystąpił jeszcze w wielu filmach, m.in. The Man with the Golden Arm czy Przeżyliśmy wojnę (The Manchurian Candidate).
W latach 50. podpisał kontrakt z wytwórnią Capitol Records, w której współpracował z najlepszymi producentami i aranżerami tamtych czasów, do których należeli m.in. Nelson Riddle i Billy May. Z tym ostatnim Sinatra nagrał wiele ze swoich najlepszych utworów. Na początku lat 60. miał już wyrobione nazwisko i mógł pozwolić sobie na stworzenie własnej wytwórni – Reprise Records.
W latach 50. i 60. był jedną z atrakcji Las Vegas. Pod koniec lat 60. w duecie m.in. z polską piosenkarką Violettą Villas śpiewał w Casino de Paris utwór „Strangers in the Night”.
Dean Martin i Sammy Davis Jr. byli jednymi z wielu artystów estrady, z którymi Sinatra się przyjaźnił. Sinatra, aktor Peter Lawford i komik Joey Bishop byli głównymi filarami Rat Pack (pol. „Paczka szczurów”) – luźnej grupy artystów estrady, którzy przyjaźnili się i razem się bawili.
W latach 60. odegrał ważną rolę w desegregacji rasowej w hotelach i kasynach w Nevadzie. Wraz z kolegami z Rat Pack nie pokazywał się w hotelach i kasynach, które odmówiły obsłużenia Sammy’ego Davisa – czarnoskórego członka ich paczki. Gdy po wprowadzeniu na ekrany filmu Ocean’s Eleven grupa Rat Pack przyciągnęła uwagę amerykańskich mediów, wszystkie hotele i kasyna, które chciały, aby artyści bawili się we właśnie u nich, musiały zmienić swoje podejście do segregacji.

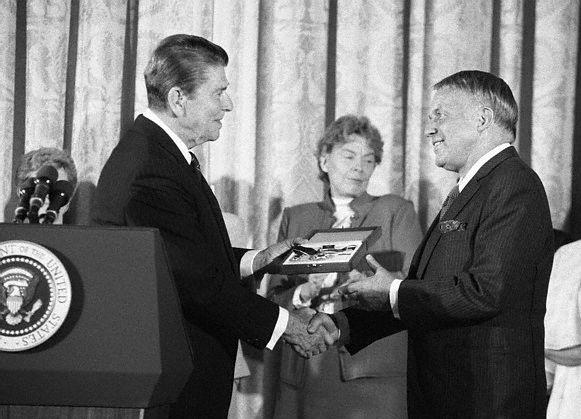
Przyznanie Medalu Wolności (23 maja 1985 r.)

W późniejszym okresie kariery Sinatrę oskarżano o kontakty z mafią, m.in. mówiło się, że jego kariera była wspierana przez osoby powiązane ze środowiskiem przestępczym. J. Edgar Hoover, szef FBI w latach 1924–1972, najwyraźniej wierzył w te oskarżenia, gdyż FBI zebrało ponad 2400 stron akt dotyczących muzyka. Sam Sinatra wielokrotnie zaprzeczał tym oskarżeniom, nigdy też nie doszło do oficjalnego postawienia zarzutów.
Sinatra kontynuował karierę muzyczną aż do lat 90., kiedy wydał dwa albumy zawierające utwory wykonywane w duetach:  Duets (1993) zawierający duety m.in. z Bono, Arethą Franklin i Charlesem Aznavourem oraz Duets II (1994), na którym zaśpiewał z takimi artystami, jak np. Patti LaBelle, Willie Nelson czy Neil Diamond. Koncertował do 25 lutego 1995, kiedy to w Palm Desert Marriott Ballroom w Palm Desert odbył się jego ostatni koncert, jednak w ostatnich latach miał problemy z pamięcią i często musiał korzystać z promptera, na którym wyświetlano teksty jego piosenek.

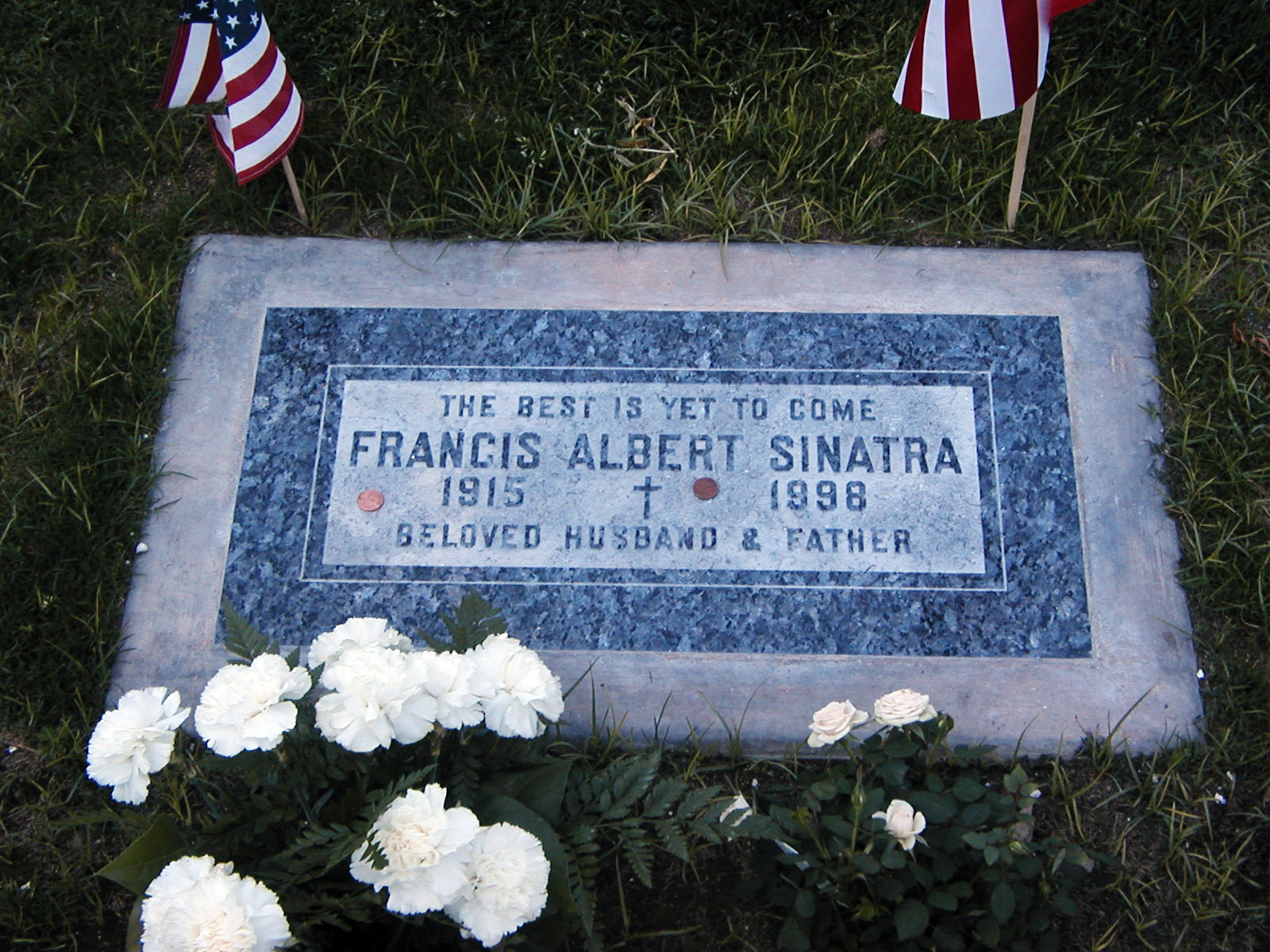
Grób Franka Sinatry

Zmarł wskutek ataku serca w nocy 14 maja 1998 w szpitalu Cedars-Sinai Medical Center w Los Angeles w wieku 82 lat. Była przy nim wówczas żona Barbara oraz trójka dzieci z pierwszego małżeństwa: Frank Jr., Nancy i Tina. Jak można było później przeczytać na prowadzonej przez dzieci piosenkarza stronie internetowej, ostatnie słowa Sinatry brzmiały: „I’m losing” (pol. „Przegrywam”). Uroczystości pogrzebowe odbyły się 20 maja 1998 w rzymskokatolickim kościele Dobrego Pasterza w Beverly Hills przy udziale ponad 400 uczestników i setek fanów zgromadzonych przed świątynią, zaś trumnę z ciałem Sinatry pochowano na cmentarzu Desert Memorial Park w Cathedral City w Kalifornii, na którym spoczywają także rodzice piosenkarza. Według legendy Frank Sinatra został pochowany z piersiówką whiskey Jack Daniel’s oraz garścią dziesięciocentówek. Sinatra nosił przy sobie monety dziesięciocentowe od czasu, gdy jego syn, Frank Jr. został porwany, a porywacze żądali od artysty kontaktu tylko z automatów telefonicznych.

## Życie prywatne

Rat Pack w latach 60.

W młodości upodobał sobie filmy gangsterskie, a w szczególności Małego Cezara i Człowieka z blizną
Przyjacielem Sinatry i człowiekiem, którego niezwykle cenił za charakter i prostolinijność, był Humphrey Bogart. Wokół Bogarta organizowana była nieformalna grupa Rat Pack, której liderem po śmierci aktora stał się Sinatra.
W latach 40. wdawał się w liczne romanse m.in. z aktorką Alorą Gooding, 16-letnią Ritą Maritt, Mary Lou Watts i Dorothy Bunocelli, z którą miał córkę Julię. Przez pewien czas związany był m.in. także z: Judy Garland, Marilyn Maxwell czy Laną Turner.
W drugiej połowie lat 50. związany był z Lauren Bacall, która w wywiadzie dla Charliego Rose’a przyznała, że zbliżyła się do piosenkarza kilka miesięcy po śmierci swojego męża Humphreya Bogarta. Oboje podjęli decyzję o zaręczynach na początku 1958. Wiadomość przedostała się do mediów co miało zdenerwować Sinatrę i w związku z tym zerwał zaręczyny. Bacall była zaskoczona tym faktem, ale po latach stwierdziła, że Sinatra wyświadczył jej przysługę, bo byliby fatalnym małżeństwem ze względu na różnice charakterów. Związany był także z Marilyn Monroe, którą poznał w 1954, kiedy to był żonaty z żoną Avą Gardner. Łowca talentów Milt Ebbins twierdził, że piosenkarz był zakochany w aktorce. Według biografisty Jamesa Kaplana Sinatra planował ślub z Monroe, ale aktorka się na to nie zgodziła. Monroe na tydzień przed śmiercią towarzyszyła Sinatrze w jego kurorcie w Cal Neva nad jeziorem Lake Tahoe, co miało uchronić ją przed załamaniem i uzależnieniem. Aktor miał być autentycznie załamany śmiercią Monroe.
W 1962 ogłosił zaręczyny z aktorką Juliet Prowse. Związek jednak nie przetrwał, być może dlatego, że Prowse chciała skoncentrować się na swojej karierze. Aktorka przyznała później, że Sinatra był skomplikowaną osobą i po kilku drinkach mógł być trudny do zniesienia.
Plotki o swoich licznych romansach kwitował w charakterystyczny dla siebie sposób:

Gdybym miał tyle romansów, o ile mnie podejrzewacie, przemawiałbym teraz do was ze słoika z Harvard Medical School

Jednak znawcy tematu przekonani są, że piosenkarz jednak rzeczywiście słusznie był posądzany o tak liczne związki z kobietami.
8 grudnia 1963 Frank Sinatra Jr. został porwany. Ojciec zapłacił porywaczom 240 tys. dolarów okupu i dwa dni później jego syn został wypuszczony bez żadnych obrażeń. Przez cały ten czas Sinatra nosił przy sobie garść dziesięciocentówek, ponieważ porywacze żądali, by Sinatra dzwonił do nich tylko z budek telefonicznych. Mimo że porywacze zostali złapani i skazani, Sinatra jeszcze przez długi czas nosił ze sobą monety o takim nominale.
W 1966 ożenił się z młodszą od niego o 30 lat aktorką Mią Farrow. Rozwiedli się dwa lata później. 11 lipca 1976 poślubił Barbarę Blakeley Marx (przeszła na katolicyzm, by móc za niego wyjść), która towarzyszyła mu aż do śmierci.

### Małżeństwo z Nancy Barbato (1939–1951)
Frank Sinatra poznał Nancy Barbato (ur. 25 marca 1917, zm. 13 lipca 2018) w 1934. Podobnie jak Sinatra miała włoskie korzenie. 4 lutego 1939 Sinatra ożenił się z Barbato w kościele Matki Bożej Bolesnej w Jersey City. Swego rodzaju prezentem ślubnym było nagranie piosenki „Our love”. Oboje zamieszkali na Garfield Street 487. Nancy pracowała jako sekretarka. Była gospodarną panią domu i kochającą żoną. Barbato wspierała Sinatrę w początkach jego kariery, wyruszyła z nim w trasę kiedy koncertował z Harrym Jamesem. To ona także zasugerowała Sinatrze noszenie charakterystycznie wiązanej muszki, która stała się znakiem rozpoznawczym piosenkarza.
Małżonkowie nie mogli jednak dojść do porozumienia w kwestii Dolly. Sinatra miał być na każde skinienie swojej matki, co nie odpowiadało Nancy. Dodatkowo Dolly otrzymała wyrok 5 lat w zawieszeniu za niepoprawnie wykonaną aborcję, która niemal doprowadziła ciężarną do śmierci. Barbato urodziła dwie córki: Nancy (ur. 1940), Christinę (ur. 1948) oraz syna Franka Jr. (1944–2016). Chociaż Sinatra nie pozostał wierny swojej żonie, uważany był za troskliwego i opiekuńczego ojca. Po przeprowadzce do Hollywood Sinatra wdawał się w liczne romanse, które były znane opinii publicznej, co dodatkowo poniżało Nancy. Barbato w połowie lat 40. zdecydowała się na aborcję. Gdy wyszedł na jaw romans Sinatry z gwiazdą filmową Avą Gardner, Nancy zażądała rozwodu. 29 października 1951 para się rozwiodła.
Nancy Barbato-Sinatra nie wyszła już więcej za mąż i zajęła się wychowaniem dzieci. Zmarła 13 lipca 2018 w wieku 101 lat.

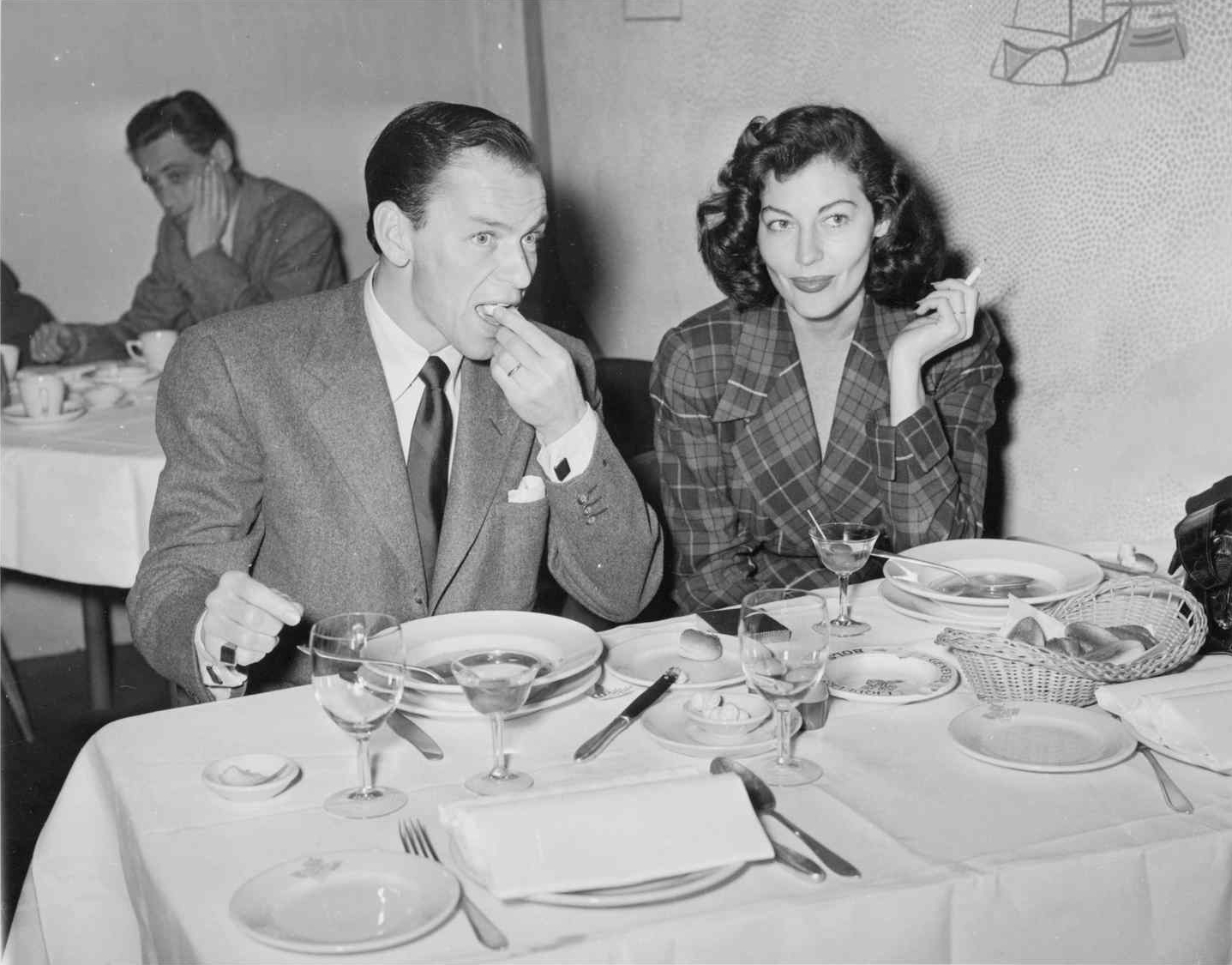
Sinatra i Gardner w 1951 r.

### Małżeństwo z Avą Gardner (1951–1957)
Sinatra poznał aktorkę Avę Gardner w 1946, kiedy przeżywał małżeński kryzys. Najprawdopodobniej dwa lata później para miała ze sobą romans. Oboje mieli podobne cechy charakteru: byli zaborczy, towarzyscy, ale też wspólnie nadużywali alkoholu. Ich związek trzymany był w tajemnicy ze względu na potencjalny skandal obyczajowy. Sinatra był w końcu żonaty i miał troje dzieci. Wyjawienie prawdy o związku obojga mogło znacząco wpłynąć na karierę piosenkarza i aktorki. Ostatecznie jednak w 1949 Sinatra wraz z Gardner występowali publicznie w Nowym Jorku i Houston. W tym samym czasie Nancy zgodziła się na separację, ale wciąż nie było mowy o rozwodzie. Amerykańskie media na wieść o tym w bezlitosny sposób przedstawiały Sinatrę i jego nową partnerkę. W marcu 1950 Sinatra wystąpił w klubie nocnym Copacabana, w Nowym Jorku. Podczas występu artysta narzekał na problemy z głosem, które nasiliły się do tego stopnia, że nie mógł ukończyć zaplanowanej trasy koncertowej. Zgodnie z zaleceniami lekarza rozpoczął rekonwalescencję i udał się do Hiszpanii, na plan zdjęciowy Gardner. Aktorka naciskała na zawarcie ślubu, ale Sinatra wciąż nie miał rozwodu z Nancy.

## Miejsce w kulturze popularnej
Zmienił oblicze muzyki popularnej, sprawił, że dawne, zapomniane piosenki stały się na nowo przebojami („Night and Day” czy „I’ve Got You Under My Skin”). Wizerunek sceniczny, sposób bycia i skomplikowane życie prywatne uczyniły z Sinatry prekursora gwiazd muzyki oraz idola tłumów.
Jako jeden z pierwszych piosenkarzy był współtwórcą albumu koncepcyjnego. Zespół Rat Pack, którego był liderem, stanowił wzór dla supergrup.
Postać piosenkarza Johnny’ego Fontane (grana przez Ala Martino w filmie Ojciec chrzestny) miała być rzekomo wzorowana na Sinatrze. Autor książkowego bestsellera, Mario Puzo, w artykule zamieszczonym w „New York Magazine” przyznał, że Sinatra był niezwykle niezadowolony z postaci Fontane i groził pisarzowi pobiciem.
14 maja 1997 w uznaniu wybitnego i trwałego wkładu w działalność rozrywkową i humanitarną, został mu przyznany Złoty Medal Kongresu (Congressional Gold Medal) – jedno z najwyższych odznaczeń cywilnych w Stanach Zjednoczonych.

## Dorobek muzyczny
Głos taki jak Sinatry pojawia się raz w danym życiu. Dlaczego musiało to być moje?

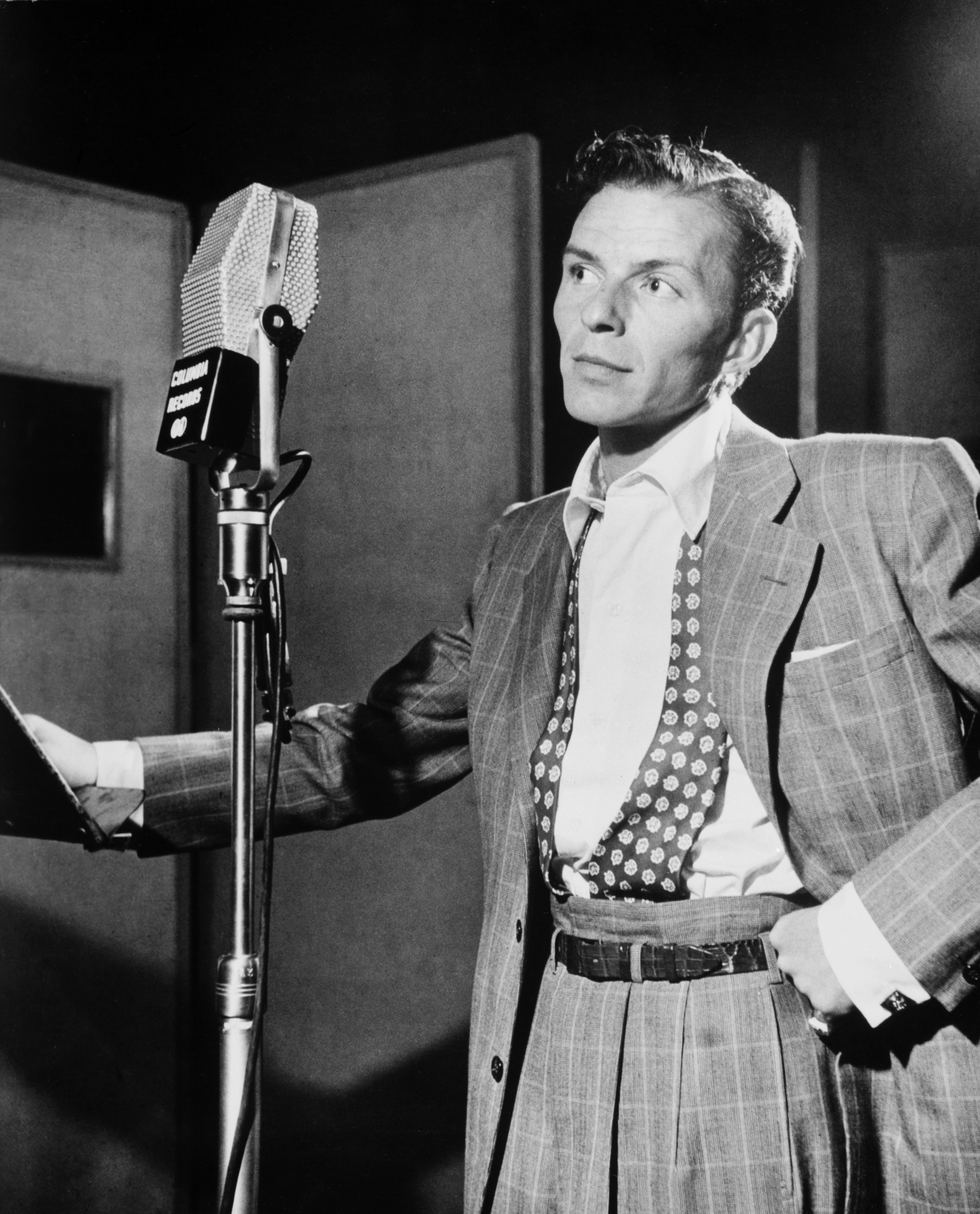
Frank Sinatra, 1947

Według historyka Willa Friedwalda, piosenkarz w pracy studyjnej skupiał się przede wszystkim na tekście utworu. W przeciwieństwie do innych piosenkarzy Sinatra mniej lub bardziej oficjalnie angażował się w sesje nagraniowe, ale nie narzucał swojego zdania innym muzykom. Gordon Jenkins twierdził nawet, że nigdy nie kwestionował inwencji twórczej Sinatry, bo każda uwaga piosenkarza okazywała się być słuszna. Sinatra podkreślał, że pierwsze, oryginalne wykonanie piosenki było zawsze najlepsze, bo wkładał w nie całą energię twórczą.
Sinatra pozostawił po sobie ogromną spuściznę muzyczną, poczynając od pierwszych utworów z zespołem Harry’ego Jamesa w 1939, przez olbrzymie zbiory Columbia Records z lat 40., Capitol Records z lat 50., i Reprise Records od lat 60. aż do jego ostatniego albumu Duets II z 1994.
Do jego najbardziej znanych utworów zalicza się „My Way”, „New York, New York”, „Night and Day”, „Love and Marriage”, „I’ve Got You Under My Skin”, „Strangers in the Night”, „Fly Me to the Moon” oraz „Witchcraft”.
Najpopularniejszym i najlepiej sprzedającym się ze wszystkich jego albumów pozostaje Sinatra at the Sands z 1966 – zarejestrowany na żywo koncert z Las Vegas, z Sinatrą u szczytu formy, wspieranym przez zespół Counta Basiego.

## Dyskografia
- 1944 Swing and Dance with Frank Sinatra (Columbia)
- 1946 The Voice of Frank Sinatra (Columbia)
- 1950 Songs by Sinatra (CBS)
- 1950 Songs by Sinatra, Vol. 1 (CBS)
- 1950 Sing and Dance with Frank Sinatra (Columbia)
- 1953 Requested by You (CBS)
- 1955 In the Wee Small Hours (Capitol Records)
- 1955 Frankie (Columbia)
- 1955 Songs for Swingin’ Lovers! (Capitol)
- 1955 Swing Easy (Capitol)
- 1955 Young at Heart (Capitol)
- 1955 Our Town (Capitol)
- 1956 Frank Sinatra Conducts Tone Poems of Color (Capitol)
- 1956 High Society (Capitol) /z Bingiem Crosbym, Louisem Armstrongiem, Grace Kelly, Celeste Holm oraz Johnem Greenem
- 1957 Come Fly with Me (Capitol)
- 1957 Close to You and More (Capitol)
- 1957 Pal Joey (Capitol)
- 1957 Where Are You (Capitol)
- 1957 A Swingin’ Affair! (Capitol)
- 1957 A Jolly Christmas from Frank Sinatra (Capitol)
- 1958 Come Dance with Me! (Capitol)
- 1958 Frank Sinatra Sings for Only the Lonely (Capitol)
- 1959 The Broadway Kick (CBS)
- 1959 No One Cares (Capitol)
- 1959 With Red Norvo Quintet: Live in Australia... (Blue Note)
- 1962 At Villa Venice, Chicago, Live 1962, Vol. 1 (Jazz Hour)
- 1962 At Villa Venice, Chicago, Live 1962, Vol. 2 (Jazz Hour)
- 1962 Sinatra & Sextet: Live in Paris (Reprise)
- 1963 Reprise Musical Repertory Theatre (Reprise) – zestaw czterech albumów /z Bingiem Crosbym, Deanem Martinem, Rosemary Clooney, Sammym Davisem Jr., Debbie Reynolds oraz innymi wykonawcami
- 1963 The Concert Sinatra (Warner)
- 1964 America, I Hear You Singing (Reprise) /z Bingiem Crosbym oraz Fredem Waringiem
- 1964 Robin and the 7 Hoods (Reprise) /z Bingiem Crosbym, Deanem Martinem, Sammym Davisem Jr. oraz Peterem Falkiem
- 1964 12 Songs of Christmas (Reprise) /z Bingiem Crosbym oraz Fredem Waringiem
- 1964 Softly, as I Leave You (Reprise)
- 1965 September of My Years] (Reprise)
- 1965 My Kind of Broadway (Reprise)
- 1965 A Man and His Music (Reprise)
- 1966 Sinatra at the Sands (Reprise)
- 1966 Moonlight Sinatra (Reprise)
- 1966 Strangers in the Night (Reprise)
- 1966 That’s Life (Reprise)
- 1967 Francis Albert Sinatra & Antônio Carlos Jobim (Reprise) /z Antôniem Carlosem Jobimem
- 1967 The World We Knew (Reprise)
- 1968 Francis A. & Edward K. /z Dukem Ellingtonem (Reprise)
- 1968 The Sinatra Family Wish You a Merry Christmas (Reprise) /z Frankiem Sinatrą Jr., Nancy Sinatrą oraz Tiną Sinatrą
- 1968 Cycles (Reprise)
- 1969 My Way (Reprise)
- 1969 A Man Alone (Reprise)
- 1970 Watertown (Reprise)
- 1971 Sinatra & Company (Reprise) /z Antôniem Carlosem Jobimem
- 1973 Ol’ Blue Eyes Is Back (Reprise)
- 1974 Some Nice Things I’ve Missed (Reprise)
- 1980 Trilogy: Past Present Future (Reprise)
- 1981 She Shot Me Down (Reprise)
- 1984 L.A. Is My Lady (Qwest, Warner Bros.)
- 1993 Duets (Capitol)
- 1994 Duets II (Capitol)

## Filmografia

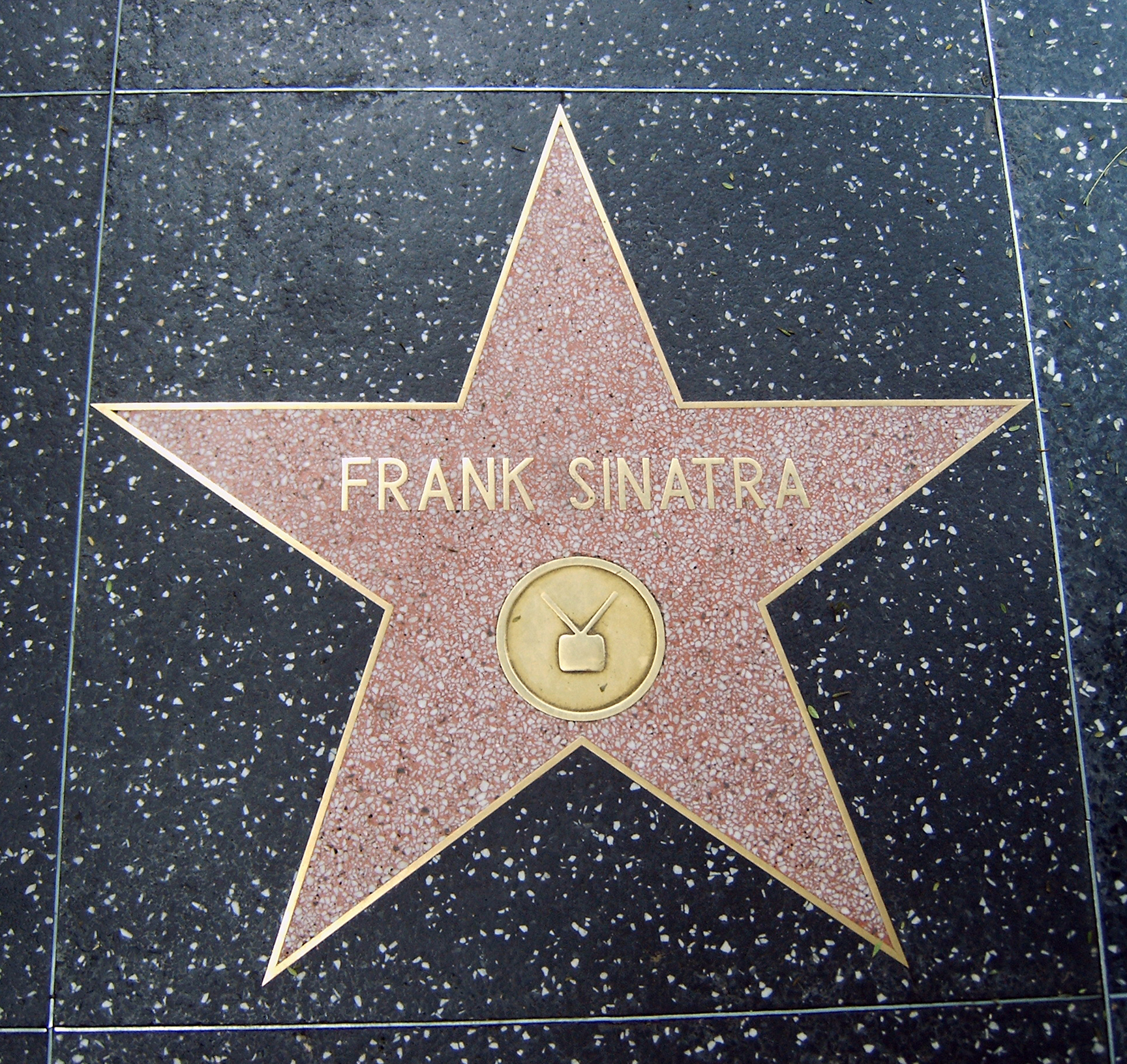
Gwiazda Franka Sinatry w Hollywood Walk of Fame.

Wystąpił łącznie w około 70 filmach i serialach telewizyjnych.

### Filmy i seriale
- 1941 – Las Vegas Nights jako śpiewak w Tommy Dorsey Band
- 1942 – Ship Ahoy (niewymieniony w napisach)
- 1943
  - Reveille with Beverly jako on sam
  - Higher and Higher jako Frank
- 1944
  - Step Lively jako Glenn Russell
  - The Shining Future (krótkometrażowy)
  - The Road to Victory (krótkometrażowy)
- 1945
  - The House I Live In
  - Podnieść kotwicę (Anchors Aweigh) jako Clarence Doolittle
- 1946 – Burzliwe życie Kerna (Till the Clouds Roll By) jako on sam
- 1947 – It Happened in Brooklyn jako Danny Webson Miller
- 1948
  - The Miracle of the Bells jako ojciec Paul
  - Całując bandytę (The Kissing Bandit) jako Ricardo
- 1949
  - Na przepustce (On the Town) jako Chip
  - Zabierz mnie na mecz (Take Me Out to the Ball Game) jako Dennis Ryan
- 1951 – Double Dynamite jako Johnny Dalton
- 1952 – Meet Danny Wilson jako tytułowy Danny Wilson
- 1953 – Stąd do wieczności (From Here to Eternity) – Oscar dla aktora w roli drugoplanowej (szer. Angelo Maggio)[64]
- 1954
  - Trzy monety w fontannie (Three Coins in the Fountain) – Oscar za najlepszą piosenkę wykonywaną przez Sinatrę[65]
  - Nagle (Suddenly) jako John Baron
  - Młode serca (Young at Heart) jako Barney Sloan
  - The Colgate Comedy Hour (serial telewizyjny: 1 odcinek) jako Harry Dane
- 1955
  - Złotoręki (The Man with the Golden Arm) – nominacja do Oscara dla aktora w roli głównej (Frankie Machine)[66]
  - Za wszelką cenę (Not as a Stranger) jako Alfred Boone
  - Faceci i laleczki (Guys and Dolls) jako Nathan Detroit
  - Pułapka miłości (The Tender Trap) jako Charlie Y. Reader
  - Producers’ Showcase (serial telewizyjny: 1 odcinek) jako menedżer sceny
- 1956
  - Spotkajmy się w Las Vegas (Meet Me in Las Vegas) jako mężczyzna przy automacie typu „jednoręki bandyta”
  - Wyższe sfery (High Society) jako Mike Connor
  - W 80 dni dookoła świata (Around the World in Eighty Days) jako pianista w Barbary Coast Saloon
  - Johnny Concho – w podwójny roli: tytułowy Johnny Concho oraz Johnny Collins
- 1957
  - Kumpel Joey (Pal Joey) jako tytułowy Joey Evans
  - Duma i namiętność (The Pride and the Passion) jako Miguel
  - Komik (The Joker Is Wild) jako Joe E. Lewis
- 1958
  - Długi tydzień w Parkman (Some Came Running) jako Dave Hirsh
  - Wojenna miłość (Kings Go Forth) jako por. Sam Loggins
  - The Thin Man (serial telewizyjny: 1 odcinek) jako sąsiad
- 1959
  - Tak niewielu (Never So Few) jako kpt. Tom Reynolds
  - Dziura w głowie (A Hole in a Head) jako Tony Manetta
  - Glück und Liebe in Monaco jako gość w pałacu Monaco (jako on sam)
- 1960
  - Ryzykowna gra (Ocean’s Eleven) jako Danny Ocean
  - Kankan jako François Durnais
  - Pepe jako on sam
- 1961 – Diabeł o czwartej (The Devil at 4 O’Clock) jako Harry
- 1962
  - Przeżyliśmy wojnę (The Manchurian Candidate) jako mjr Bennett Marco
  - Sergeants 3 jako st. sierż. Mike Merry
  - Droga do Hong Kongu (The Road to Hong Kong) jako „Twig” na Plutomium
- 1963
  - Lista Adriana Messengera (The List of Adrian Messenger) jako Cygan
  - Przyjdź i zadmij w róg (Come Blow Your Horn) jako Alan Baker
  - Czworo z Teksasu (4 for Texas) jako Zack Thomas
- 1964
  - Robin i 7 gangsterów (Robin and the 7 Hoods) jako tytułowy Robbo
  - Kiedy Paryż wrze (Paris – When It Sizzles) jako śpiewający piosenkę (głos)
- 1965
  - Ekspres von Ryana (Von Ryan’s Express) jako tytułowy płk. Joseph L. Ryan
  - Najodważniejsi z wrogów (None But the Brave) reżyseria oraz jako główny farmaceuta (lekarz)
  - Małżeństwo na rozdrożu (Marriage on the Rocks) jako Dan Edwards
- 1966
  - Napad na królową (Assault on a Queen) jako Mark Brittain
  - The Oscar jako on sam
  - Cień olbrzyma (Cast a Giant Shadow) jako Vince Talmadge
- 1967
  - The Naked Runner jako Sam Laker
  - Tony Rome jako tytułowy Tony Rome
- 1968
  - Detektyw (The Detective) jako Joe Leland
  - Kobieta w cemencie (Lady in Cement) jako Tony Rome
- 1969 – Romeo und Julia '70 (miniserial telewizyjny) jako on sam
- 1970 – Paskudny Dingus Magee (Dirty Dingus Magee) jako tytułowy Dingus Billy Magee
- 1977
  - Contract on Cherry Street (film telewizyjny) jako zastępca insp. Frank Hovannes
  - Laugh-In (serial telewizyjny, 2 odcinki z lat 1977–1978) jako wykonawca gościnny
- 1980 – Pierwszy śmiertelny grzech (The First Deadly Sin) jako Edward Delaney
- 1984 – Wyścig armatniej kuli II (Cannonball Run II) jako on sam
- 1987 – Magnum (Magnum, P.I.) jako emerytowany sierżant policji Michael Doheny
- 1989 – Who’s the Boss? jako on sam
- 1993 – Daddy Dearest jako on sam

### Soundtracki filmowe/telewizyjne
Sinatra zaśpiewał ponad 500 piosenek w filmach, serialach i programach telewizyjnych. Poniżej przedstawiono jego występy w latach 40. i 50.:
- 1941: Las Vegas Nights (piosenka: „I’ll Never Smile Again”)
- 1942: Ship Ahoy (3 utwory, w tym: „Moonlight Bay” z 1912)
- 1943
  - Reveille with Beverly (piosenka: „Night and Day”)
  - Higher and Higher (6 utworów, w tym: „I Couldn’t Sleep a Wink Last Night”)
- 1944
  - The Shining Future krótkometrażowy (piosenka: „There’ll Be a Hot Time in the Town of Berlin”)
  - Swooner Crooner krótkometrażowy (4 utwory, w tym: „It Can’t Be Wrong”)
  - Step Lively (3 piosenki, w tym: „Come Out, Come Out, Wherever You Are”)
- 1945
  - It’s in the Bag! (piosenka: „Sunday, Monday or Always” z 1943)
  - The All-Star Bond Rally krótkometrażowy (piosenka: „Saturday Night Is the Loneliest Night of the Week”)
  - Tysiąc i jedna noc (piosenka: „All or Nothing at All” z 1940)
  - Podnieść kotwicę (8 utworów, w tym: „If You Knew Susie” z 1925)
  - The House I Live In krótkometrażowy (2 piosenki, w tym: tytułowa „The House I Live In”)
- 1946: Burzliwe życie Kerna (piosenka: „Ol’ Man River”)
- 1947: It Happened in Brooklyn (8 utworów, w tym: „The Brooklyn Bridge”)
- 1948
  - The Miracle of the Bells (piosenka: „Ever Homeward”)
  - Całując bandytę (wykonanie 1 piosenki oraz teksty 3 innych nagrań, w tym: „What’s Wrong with Me?”)
- 1949
  - Zabierz mnie na mecz (6 utworów, w tym tytułowy: „Take Me Out to the Ball Game”)
  - Curtain Razor krótkometrażowy (piosenka: „April Showers”)
  - Żebro Adama (piosenka: „Farewell, Amanda”)
  - Na przepustce (7 utworów, w tym tytułowy: „On the Town”)
- 1951
  - The Jack Benny Program (odcinek programu telewizyjnego: piosenka „Take My Love”)
  - Double Dynamite (2 utwory, w tym: „It’s Only Money”)
  - The Frank Sinatra Show (11 odcinków programu telewizyjnego: wykonawca piosenek)
- 1952: Meet Danny Wilson (9 utworów, w tym: „You’re a Sweetheart”)
- 1953
  - Stąd do wieczności (piosenka: „Chattanooga Choo Choo” z 1941)
  - Texaco Star Theatre Starring Milton Berle (odcinek programu telewizyjnego: 2 piosenki)
- 1954
  - Trzy monety w fontannie (tytułowa piosenka filmu „Three Coins in the Fountain”)
  - Młode serca (5 utworów, w tym: tytułowa piosenka „Young at Heart”)
  - The Colgate Comedy Hour serial telewizyjny (2 odcinki programu telewizyjnego: 8 utworów)
- 1955
  - MGM Parade dokumentalny serial telewizyjny (1 odcinek: piosenka „Love Is The Tender Trap”)
  - Faceci i laleczki (4 utwory, w tym: tytułowy „Guys and Dolls” z 1950)
  - Pułapka miłości (tytułowa piosenka: „Love Is The Tender Trap”)
- 1956
  - Wyższe sfery (4 piosenki, w tym: „Who Wants to be a Millionaire?”)
  - W 80 dni dookoła świata (utwór: „The Little Brown Jug” z 1869)
- 1957
  - The Bob Hope Show (1 odcinek programu telewizyjnego: wykonawca piosenek)
  - Komik (7 utworów, w tym: „All the Way”)
  - The Edsel Show (specjalny program telewizyjny: wykonawca piosenek)
  - Kumpel Joey (5 piosenek, w tym: „There’s A Small Hotel”)
  - The Frank Sinatra Show (20 odcinków programu telewizyjnego: wykonawca piosenek)
- 1958: Bandstand (1 odcinek programu telewizyjnego)

## Nagrody
- Nagroda Akademii Filmowej
  - Oscar honorowy: 1945: The House I Live In
  - Najlepszy aktor drugoplanowy: 1954: Stąd do wieczności
- Złoty Glob
  - Najlepszy aktor drugoplanowy: 1954: Stąd do wieczności
  - Najlepszy aktor w filmie komediowym lub musicalu: 1957: Kumpel Joey
  - 1971: Nagroda im. Cecila B. DeMille’a
- Nagroda Grammy
  - Best Recording Package: 1958: Frank Sinatra Sings for Only the Lonely
  - Najlepsze nagranie męskie pop: 1959: Come Dance with Me!
  - 1965: It Was a Very Good Yea!
  - 1966: Strangers in the Night!
  - Special Award: Artists & Repertoire Contribution: 1959:Come Dance with Me!
  - Nagranie roku: 1966:Strangers in the Night
  - Najlepszy album roku: 1959: Come Dance with Me!
  - 1965: September of My Years
  - 1966: A Man and His Music
  - Grammy Trustees Award: 1979
  - Najlepszy album wokalny – pop tradycyjny: 1995: „Duets II”
  - 1995: Grammy Legend Award
  - 1966: Nagroda Grammy za Całokształt Twórczości